# حسین‌آباد جرندق
حسین‌آباد جرندق، روستایی از توابع بخش ضیاءآباد شهرستان تاکستان در استان قزوین ایران است.

## جمعیت
این روستا در دهستان دودانگه علیا قرار دارد و جمعیت حدود۲۰۰ نفر می باشد